# Kloster Schönau (Gemünden am Main)

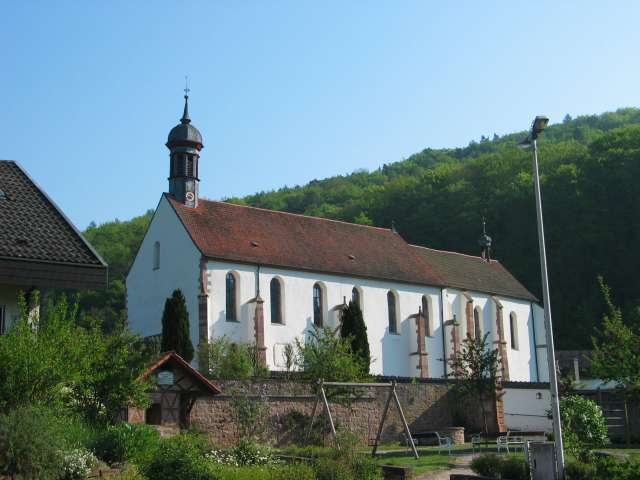
Kloster Schönau

Das Kloster Schönau ist ein Kloster der Minoriten (Franziskaner-Konventualen) im Kirchdorf Schönau in der fränkischen Gemeinde Gemünden am Main in der Diözese Würzburg.

## Geschichte
Das der Unbefleckten Empfängnis Mariens geweihte Kloster wurde 1189 durch Philipp von Thüngen zu Heßlar, der ein Ministerialer war gegründet. Dabei unterstützte ihn Gottfried von Pisemberg, Bischof von Würzburg, der persönlich die ersten Nonnen im neuen Kloster einführte und diesem den Namen Schönau gab. Bis Mitte des 16. Jahrhunderts lebten hier zumeist adlige Zisterzienserinnen, insbesondere aus dem Geschlecht der Grafen von Rieneck. Nach Anfangsschwierigkeiten bei der Erstbesiedlung konnte eine Dauerbesiedlung teilweise aus benachbarten Zisterzienserinnen-Klöstern insbesondere durch die Intervention der Adelheid von Rieneck gelingen.
Im Bauernkrieg wurde das Kloster geplündert, die Nonnen mussten fliehen. Im Zweiten Markgrafenkrieg wurde das Kloster 1553 von Soldaten des Markgrafen Albrecht Alcibiades von Brandenburg-Kulmbach erneut geplündert und verwüstet. Die letzte Äbtissin Veronika Geyer von Giebelstadt gab 1564 auf und reichte den Besitz an den Würzburger Fürstbischof Friedrich von Wirsberg zurück.
Bis 1699 war das Kloster aufgehoben.
Eine Revitalisierung erlebte es 1699, als der Minoritenbruder Kilian Stauffer die ruinösen Baulichkeiten von Johann Philipp von Greiffenclau, Bischof von Würzburg, der damit eine Zusage seines Vorgängers Johann Gottfried von Guttenberg erfüllte, im Tausch gegen andere Besitztümer zur Wiederbesiedlung erwarb. Außenbau und Ausstattung wurden im Barockstil erneuert; diese Gestalt ist im Wesentlichen bis heute erhalten. 1704 wurden die Gebeine von zwei Katakombenheiligen namens Viktor und Antonin aus Rom nach Schönau überführt und hier beigesetzt; diese Katakombenheiligen waren im 18. Jahrhundert eine besondere Attraktion und gaben Anlass zu Wallfahrten.
Im Ersten Koalitionskrieg wurde das Kloster 1796 ein drittes Mal geplündert, die Ordensbrüder mussten fliehen. Es sollte 1803 im Zuge der Säkularisation aufgelöst werden. Die Mönche verließen 1803 das Kloster jedoch nicht. Die meisten von ihnen blieben dort, bis einer nach dem anderen starb. Ab 1827 hielt Totnan Schech als letzter überlebender Ordensbruder allein die Stellung. Hochbetagt erlebte er es noch, dass durch einen Erlass König Ludwigs I. von Bayern das Kloster 1843 seine dritte Chance erhielt und mit weiteren Minoriten wiederbesiedelt werden konnte.
Zurzeit (Stand 2013) sind noch zwei Patres und ein Bruder vor Ort, die die Klosterkirche betreuen sowie in benachbarten Pfarreien und Gemeinden aushelfen.

## Baugeschichte
Nur die Klosterkirche ist von den historischen Gebäuden erhalten geblieben – im Wesentlichen in der Gestaltung durch Kilian Stauffer.

### Erstbau
Ob sich in der heutigen Klosterkirche noch Reste von der Gründungsbausubstanz 1189 befinden, ist nicht bekannt.
Größere Bauausgaben sind bei diesem Erstbau nach 1250 dokumentiert und belegt durch kunsthistorische Befunde. Dabei weist der Achsenknick zwischen Langhaus und eingezogenem Langchor auf eine komplizierte Baugeschichte hin. Es gibt gewisse Ähnlichkeiten mit der Kirche des ehemaligen Klosters Himmelspforten bei Würzburg, was nicht verwunderlich ist wegen der Wiederbesiedlung Schönaus Mitte des 13. Jahrhunderts durch dortige Nonnen.
Die Klosterchronik lässt eine Rekonstruktion zu, nach der in der Mitte des Langhauses der steinerne Unterbau des Dachreiters stand. Daran schloss sich nach Westen die Unterkirche mit der Sepultur der Nonnen an, darüber der Betchor. Für Frauenklöster hatte man das für Männerklöster verbindliche Bauschema übernommen. Dementsprechend lagen Sakristei und Kapitelsaal am Osttrakt des Kreuzganges; darüber das Dormitorium der Schwestern.
Vorratskeller und Küche befanden sich im Westflügel, Wärmeraum und Refektorium (evtl. auch die Räume der Äbtissin) befanden sich vermutlich im Südflügel. Der Chor wurde nach Aufgabe der Abtei durch eine Wand vom Schiff abgetrennt, um weiterhin dem Gottesdienst zu dienen.

### Zweitbau
Bruder Kilian Stauffer ließ 1700 beim Wiederaufbau sämtliche Einbauten aus dem Langhaus entfernen. Die Außenmauern wurden um ca. 1,8 m erhöht. Das Langhaus und zwei Joche des Chores wurden überwölbt. Der Minorit und Architekt Ulrich Beer (1655–1714), aus einer berühmten Vorarlberger Baumeisterfamilie, wirkte ebenfalls am Klosterbau mit. Gewölbe aus dem Vorgängerbau wurden in den Konvent einbezogen. Die Baumaßnahmen erstreckten sich bis zur Kirchweihe am 27. Juli 1710.
Im Jahr 1712 wurden die beiden Joche der Thüngenschen Grablege um ein weiteres ergänzt, zur Nutzung als Winterchor und Sakristei. Epitaphien und Spolien des bestehenden Bauwerkes wurden jedoch verändert. 1725 wurde hinter dem Hochaltar ein Chorjoch (Sommerchor) eingerichtet. Dieser Chorraum ist mit seinen gotischen Kreuzrippengewölben um 1270/80 erhalten.

### Konvent
Die historischen Konventgebäude sind nicht erhalten.
1975 begann der Würzburger Architekt Walter Schilling mit dem Neubau des Konvents, der sich dreiflügelig an die Nordseite der Kirche anfügt. 2004 wurde ein schlichtes Pilgerheim erbaut.

## Ausstattung
Die barocke Einrichtung der Klosterkirche stammt im Wesentlichen aus der Zeit Kilian Stauffers. Wenige Ausstattungsstücke aus dem Erstbau werden – nicht öffentlich zugänglich – im ehemaligen Sommerchor (Mönchschor des Konvents) aufbewahrt.
Von der barocken Ausstattung der Kirche sind insbesondere bemerkenswert:
- der Hochaltar mit vier Säulen aus rotem und grauem Stuckmarmor, der die gesamte Chorwand ausfüllt (Kilian Stauffer, 1708). In der Mitte ist das Patroziniumbild der Maria Immaculata dargestellt, in typisch barocker Ikonographie (auf der Mondsichel stehend, von einem Strahlenkranz umgeben, von Engeln flankiert). Seitlich sind Franz von Assisi und Bonaventura und darüber die Heilige Dreifaltigkeit dargestellt.
- zwei Seitenaltäre (1703/04) mit Oswald Onghers zugeschriebenen Gemälden, Antonius von Padua und Valentinus darstellend.
- der Altar der Schmerzhaften Muttergottes (1710) aus schwarzem und grauem Stuckmarmor mit einer Pietà-Skulptur süddeutscher oder schweizerischer Provenienz.
- eine auffällige Kanzel aus rotem Stuckmarmor. Vergoldete Akanthusranken sind ihr Blickfang. Der Gute Hirte als Bekrönungsfigur ist eine Zutat von 1950.
- ein Kreuzweg von Georg Sebastian Urlaub, der möglicherweise älteste bisher nachgewiesene Innenkreuzweg der Diözese. Die Motive orientieren sich an einem ähnlichen Kreuzweg von Domenico Tiepolo, den er für San Polo in Venedig geschaffen hatte.

Von Urlaub stammen weitere Bilder an den Langhauswänden mit Szenen aus dem Leben Jesu.
Im ehemaligen Sommerchor, der nur mit Führung nach Terminabsprache zugänglich ist, befindet sich an der Rückwand des Hochaltars, die mit einer Darstellung der himmlischen Herrlichkeit ausgemalt ist, ein weiterer Stuckmarmoraltar von Kilian Staufer (1725) mit Skulpturen von einem unbekannten mainfränkischen Bildhauer (Anna selbdritt und heiliger Wolfgang) sowie weiteren Altarbildern von Georg Sebastian Urlaub (Wendelinus, Johannes Nepomuk, Odilia und Apollonia von Alexandria).
Die Rückwände des Chorgestühls (Kilian Stauffer, 1725) tragen Brustbilder von Minoritenbrüdern des 16. bis 18. Jahrhunderts (gemalt ebenfalls von Urlaub).
Insbesondere werden in diesem Raum drei spätgotische Skulpturen aus dem Mittelschrein des Erstbau-Hochaltars aufbewahrt: Johannes der Evangelist, die Gottesmutter Maria mit Kind sowie Johannes der Täufer stammen aus einer mainfränkischen Werkstatt in der Nachfolge Tilman Riemenschneiders. Auch das Sandsteinepitaph der Anna von Rieneck (14. Jahrhundert) stammt aus dem Erstbau der Klosterkirche.

Franziskaner-Minoriten-Kirche Schönau
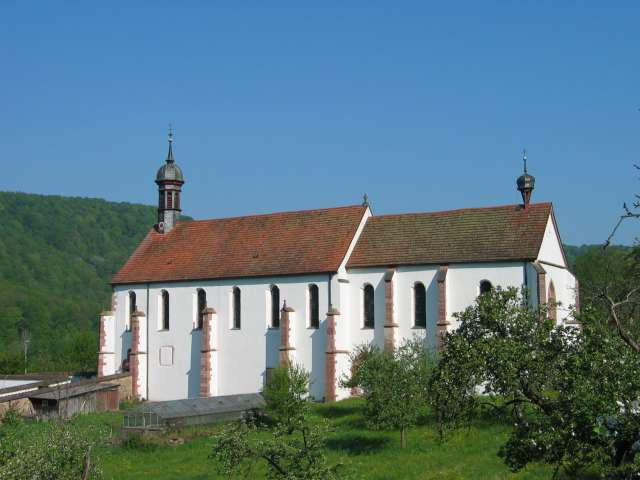
Klosterkirche
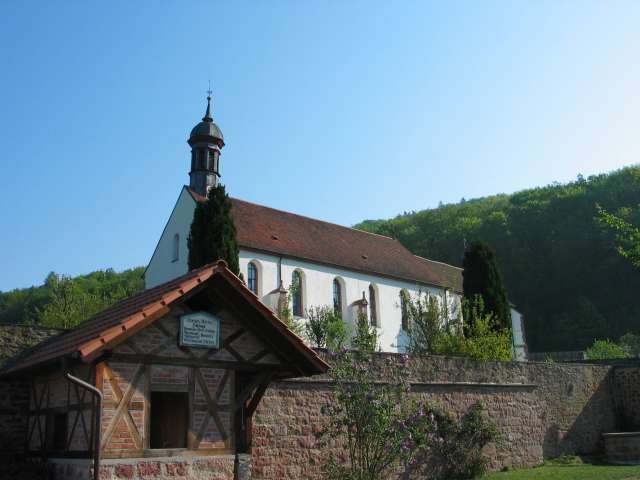
Klosterkirche
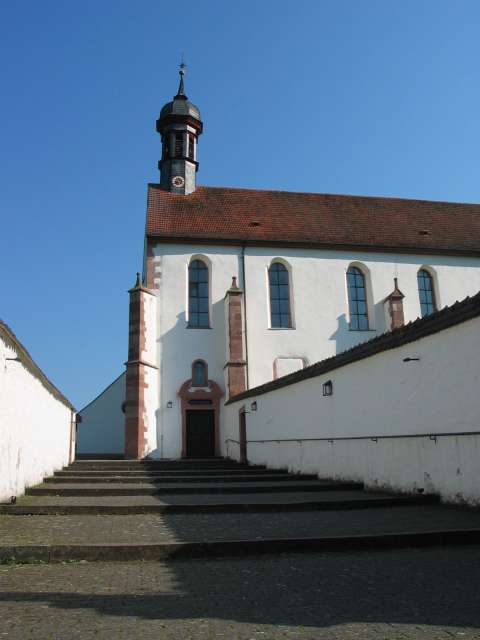
Aufgang zur Klosterkirche
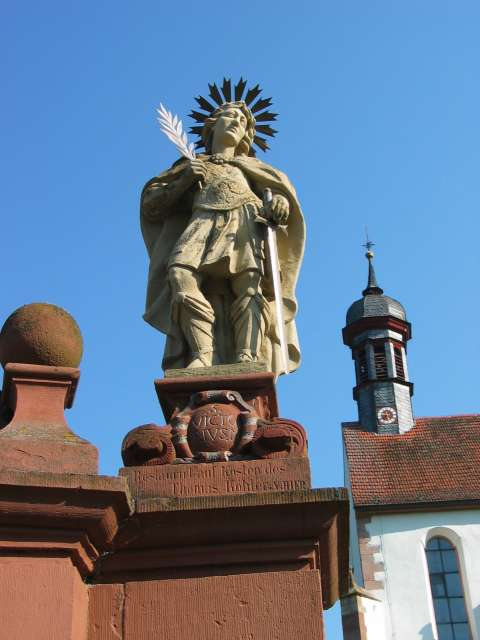
Hl. Antonin
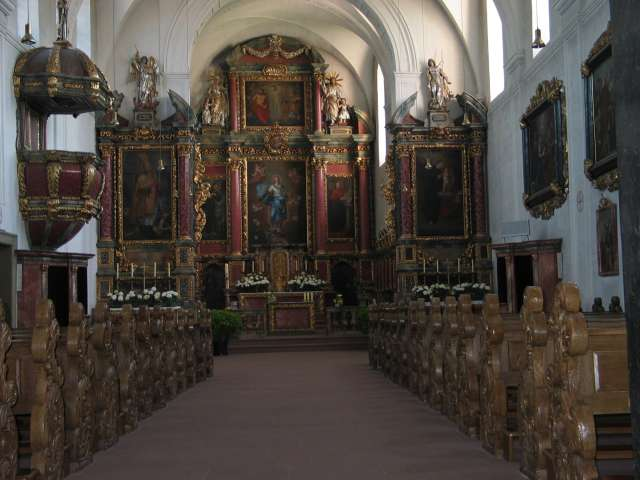
Langhaus der Klosterkirche mit Kanzel und Hochaltar
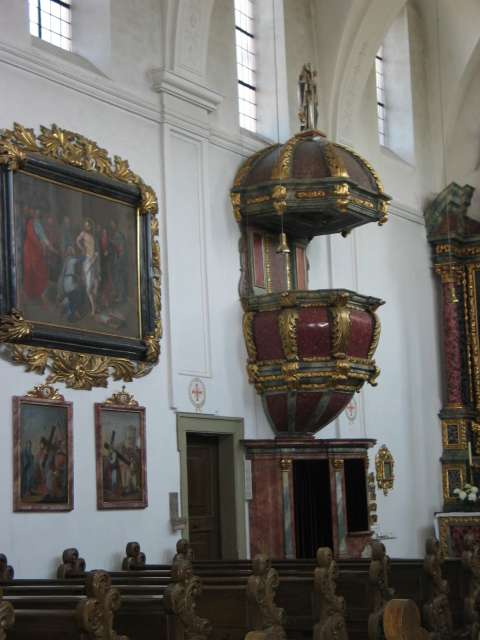
Kanzel aus rotem Stuckmarmor
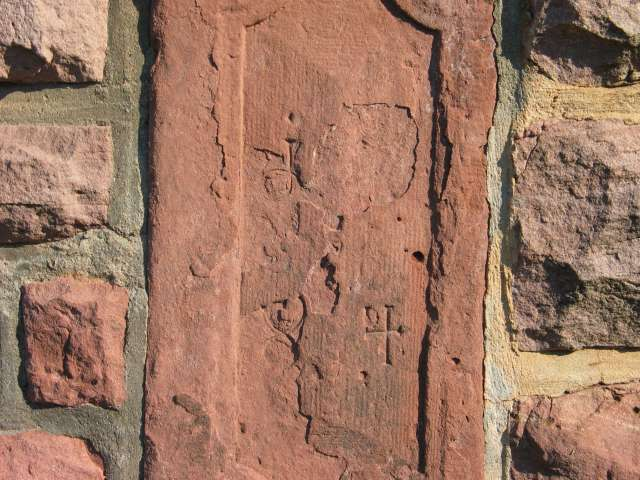
Kreuz im Sandstein
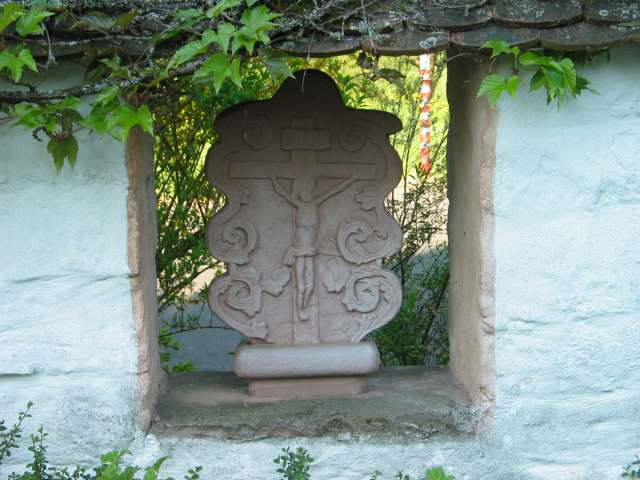
Kreuz zwischen Aufgang und Garten
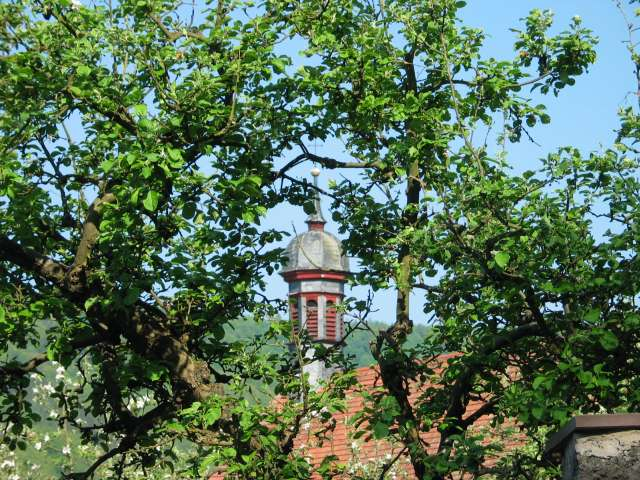
Blick durch den Klostergarten
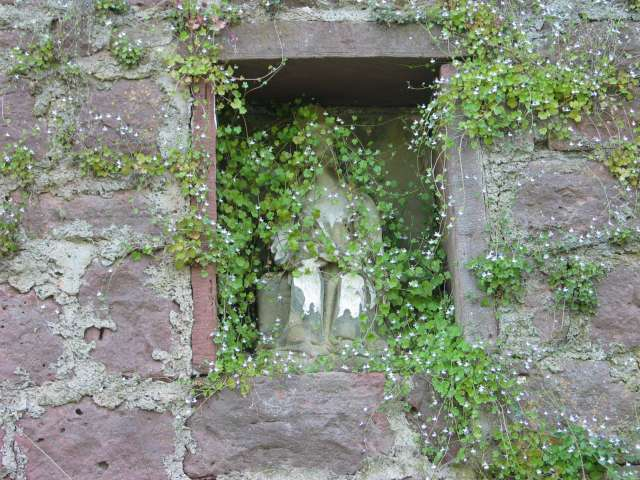
Klostermauer am Saaleufer